# Christine Lorentzen
Christine Gyrsting Lorentzen (Copenhague, Dinamarca, 13 de enero de 1979), también conocida por su nombre artístico Lore, es una cantante-compositora y presentadora de televisión danesa. Ella es la vocalista y líder de la banda de rock Cryoshell. Ella subió a la fama en 2006 después de competir en Scenen er din. El mismo año, copresentó la tercera serie de Vild med dans con Claus Elming.

## Televisión

### Vild med dans
El 29 de agosto de 2006, se informó que Lorentzen reemplazaría a Andrea Elisabeth Rudolph como copresentadora de Claus Elming para la tercera serie de Vild med dans. El 1 de septiembre, Lorentzen y Elming fueron confirmados como co-presenters para la tercera serie. Lorentzen y Elming recibieron críticas negativas por su actuación como copresentadores, especialmente Lorentzen por su falta de experiencia como presentadora de televisión El 2 de abril de 2007, se informó de que Lorentzen sería reemplazado como copresentador de la cuarta serie de Rudolph. El 27 de junio, se informó de que Lorentzen no volvería después de las críticas por su actuación como copresentador. El 21 de agosto de 2007, se confirmó que Lorentzen había sido reemplazado por Rudolph.
- Datos: Q27916572